# Дионизијски тип
Дионизијски тип је тип личности или образац културе који одликује неумерена страст, предавање ирационалним нагонима, неспутана снага, повишен еротизам, воља за животом и воља за моћи. Назив је добио по Дионису, грчком богу вина, вегетације и мртвих, који периодично умире и поново се рађа.